# Julio Gutiérrez García
Julio Gutiérrez García es un deportista español que compitió en atletismo adaptado. Ganó una medalla de plata en los Juegos Paralímpicos de Toronto 1976 en la prueba de salto de longitud (clase B).

## Palmarés internacional
| Juegos Paralímpicos | Juegos Paralímpicos | Juegos Paralímpicos | Juegos Paralímpicos |
| Año                 | Lugar               | Medalla             | Prueba              |
| ------------------- | ------------------- | ------------------- | ------------------- |
| 1976                | Toronto (Canadá)    | Medalla de plata    | Salto de longitud B |